# Toiyabea
 Toiyabea   Urbatsch, R.P.Roberts & Neubig, 2005 è un genere di piante angiosperme dicotiledoni della famiglia delle Asteraceae, sottofamiglia Asteroideae, tribù Astereae (North American lineage) e sottotribù Solidagininae.

## Etimologia
Il nome del genere deriva dalla catena montuosa "Toiyabe" (Nevada). "Toiyabe" è una parola indiana della tribù Shoshone che significa "Montagne nere".
Il nome scientifico del genere è stato definito dai botanici Lowell Edward Urbatsch (1942-), Roland P. Roberts e Kurt M. Neubig nella pubblicazione " Sida; Contributions to Botany. Dallas; Fort Worth, TX" ( Sida 21(3): 1652 ) del 2005.

## Descrizione

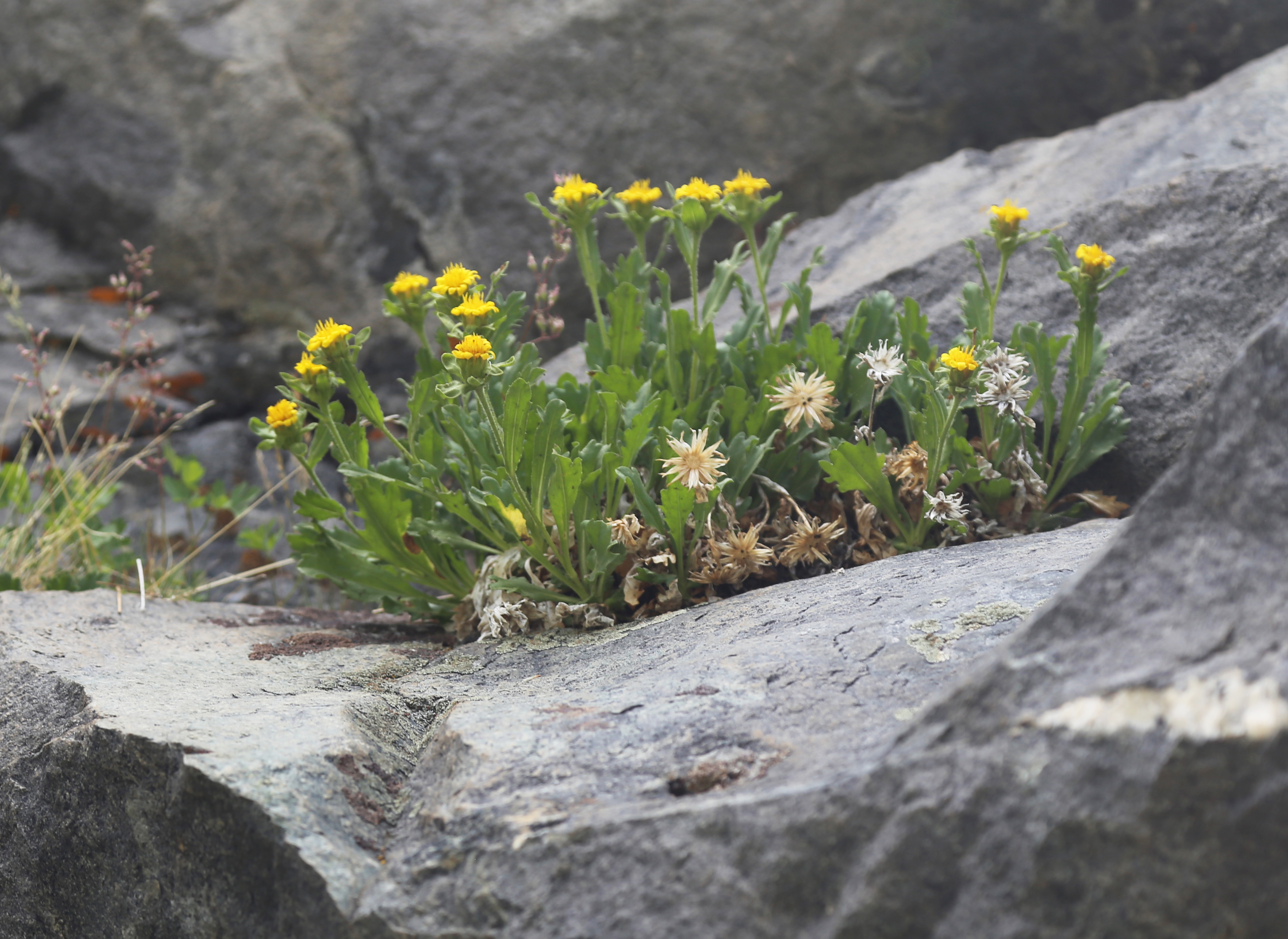
Il portamento
Toiyabea peirsonii

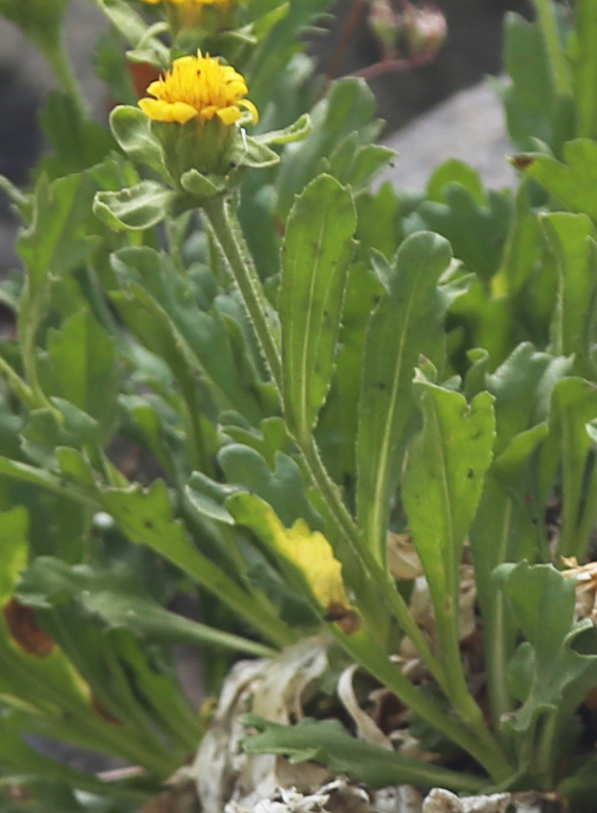
Le foglie
Toiyabea peirsonii

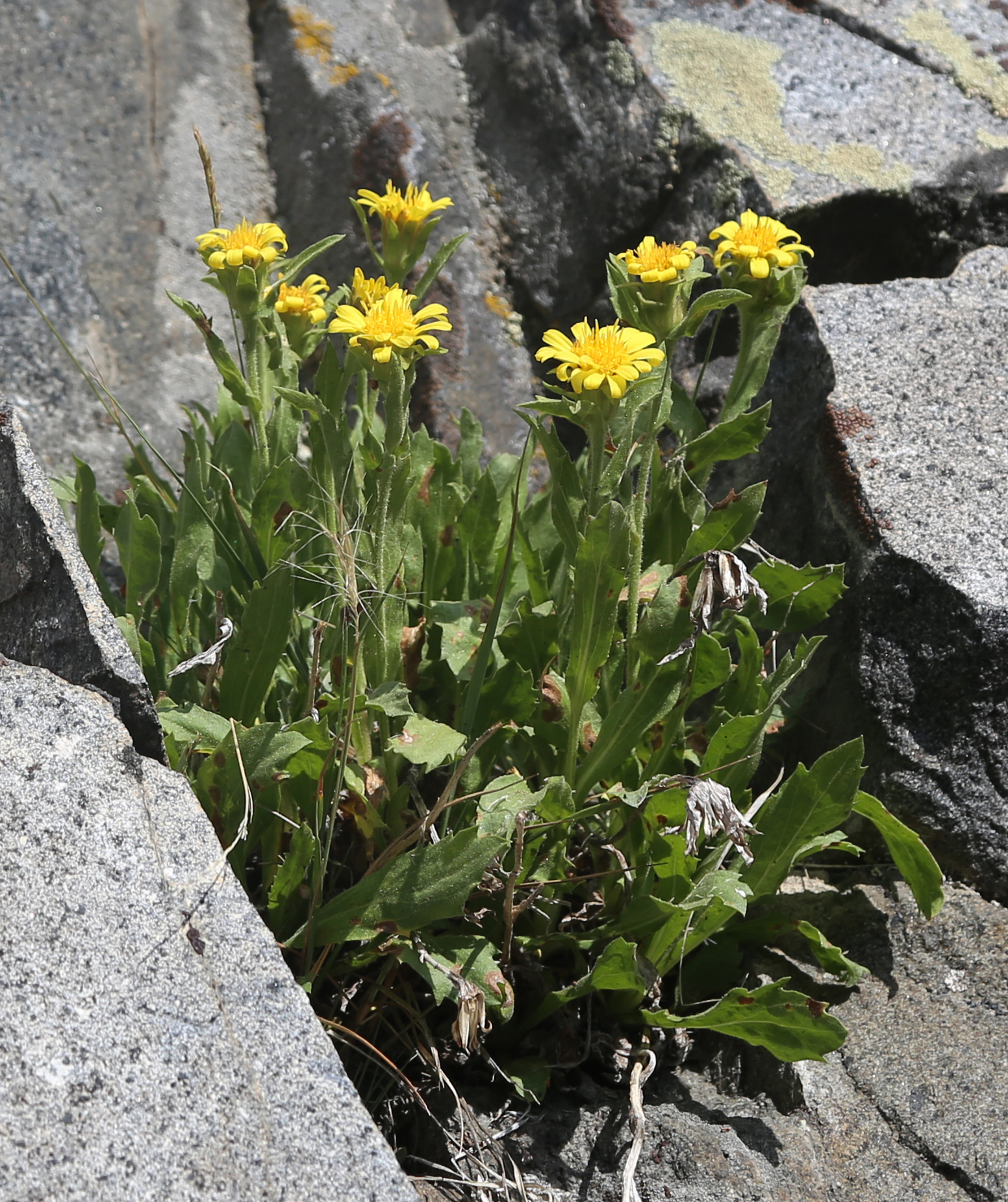
Infiorescenza
Toiyabea peirsonii

Portamento. Le specie di questo genere hanno un habitus di tipo erbaceo perenne.
Fusto. La parte aerea è eretta per lo più semplice o poco ramosa (alla base è legnosa). La parte sotterranea consiste in corti rizomi. La superficie è densamente pubescente per peli stipitati ghiandolari. Altezza media: 10 - 20 cm.
Foglie. Le foglie, sia basali che cauline, sono disposte in modo alternato e sono sessili (picciolate quelle basali). La lamina è semplice, margini interi (talvolta è seghettati nella parte apicale) con forme da spatolate a obovate o oblanceolate; gli apici variano da acuti a attenuati. Entrambe le superfici sono densamente stipitato-ghiandolari, spesso recanti anche globuli resinosi. Dimensione delle foglie: 30 - 70 x 8  - 36 mm.
Infiorescenza. Le sinflorescenze sono scapose (capolini solitari o al massimo gruppi di 5). Le infiorescenze vere e proprie sono composte da un capolino terminale lungamente peduncolato di tipo discoidale. I capolini sono formati da un involucro, con forme da emisferiche a campanulate, composto da 21 - 28 brattee, al cui interno un ricettacolo fa da base ai fiori di due tipi: fiori del raggio (qui assenti) e fiori del disco. Le brattee, con forme largamente ovate e apici ottusi (quelle più interne sono più strette), a consistenza erbacea nella parte apicale, sono disposte in modo più o meno embricato su 2 - 3 serie. Il ricettacolo, alveolato, è privo di pagliette a protezione alla base dei fiori; la forma è convessa. Dimensione degli involucri: 10 - 12 x 7 - 10 mm.
Fiori.  I fiori sono tetra-ciclici (formati cioè da 4 verticilli: calice – corolla – androceo – gineceo) e pentameri (calice e corolla formati da 5 elementi). Si distinguono in:
- fiori del raggio (esterni): sono assenti;
- fiori del disco (centrali): sono 35 - 50 per capolino con forme brevemente tubulose (attinomorfe); sono ermafroditi o (raramente) funzionalmente maschili.

- Formula fiorale:

*/x K {\displaystyle \infty }, [C (5), A (5)], G 2 (infero), achenio
- Calice: i sepali del calice sono ridotti ad una coroncina di squame.

- Corolla: (solo fiori del disco) la forma è imbutiforme-tubulare bruscamente divaricata in 5 lobi; i lobi, patenti o eretti, hanno una forma deltata o più o meno lanceolata; il colore è giallo o giallo-forte.

- Androceo: l'androceo è formato da 5 stami sorretti da filamenti generalmente liberi; gli stami sono connati e formano un manicotto circondante lo stilo; le teche (produttrici del polline) alla base sono troncate e sono lievemente auricolate (molto raramente sono speronate o hanno una coda); le appendici apicali delle antere hanno delle forme piatte e lanceolate; il tessuto endoteciale (rivestimento interno dell'antera) è quasi sempre polarizzato (con due superfici distinte: una verso l'esterno e una verso l'interno). Il polline è sferico con un diametro medio di circa 25 micron;  è tricolporato (con tre aperture sia di tipo a fessura che tipo isodiametrica o poro) ed è echinato (con punte sporgenti).[11][13]

- Gineceo: l'ovario è infero uniloculare formato da 2 carpelli.[7] Lo stilo (il recettore del polline) è profondamente bifido (con due stigmi divergenti, brevi o lunghi a seconda della specie) e con le linee stigmatiche marginali separate.[14] I due bracci dello stilo sono strettamente lanceolati e papillosi.

Frutti. I frutti sono degli acheni con pappo; 
- achenio: gli acheni (da marrone chiaro a bruno-rossastro), con forme affusolate o cilindriche e superficie pubescente, hanno 4 - 5 nervature longitudinali; lunghezza dell'achenio: 4 - 5 mm;
- pappo: il pappo, persistente, è formato da una serie di 25 setole barbate marrone chiaro.

## Biologia
Impollinazione: l'impollinazione avviene tramite insetti (impollinazione entomogama tramite farfalle diurne e notturne).

Riproduzione: la fecondazione avviene fondamentalmente tramite l'impollinazione dei fiori (vedi sopra).

Dispersione: i semi (gli acheni) cadendo a terra sono successivamente dispersi soprattutto da insetti tipo formiche (disseminazione mirmecoria). In questo tipo di piante avviene anche un altro tipo di dispersione: zoocoria. Infatti gli uncini delle brattee dell'involucro (se presenti) si agganciano ai peli degli animali di passaggio disperdendo così anche su lunghe distanze i semi della pianta. Inoltre per merito del pappo il vento può trasportare i semi anche a distanza di alcuni chilometri (disseminazione anemocora).

## Distribuzione e habitat
Le specie di questo genere sono distribuite in California e Nevada.

## Sistematica
La famiglia di appartenenza di questa voce (Asteraceae o Compositae, nomen conservandum) probabilmente originaria del Sud America, è la più numerosa del mondo vegetale, comprende oltre 23.000 specie distribuite su 1.535 generi, oppure 22.750 specie e 1.530 generi secondo altre fonti (una delle checklist più aggiornata elenca fino a 1.679 generi). La famiglia attualmente (2021) è divisa in 16 sottofamiglie; la sottofamiglia Asteroideae è una di queste e rappresenta l'evoluzione più recente di tutta la famiglia.

### Filogenesi
La tribù Astereae (una delle 21 tribù della sottofamiglia Asteroideae) comprende circa 40 sottotribù. In base alle ultime ricerche nella tribù sono stati individuati (provvisoriamente) 5 principali lignaggi:
- Basal grade: include alcuni generi isolati, il gruppo "South American-Oceania",  alcune sottotribù africane e il gruppo dei generi legnosi del Madagascar.
- Bellis lineage: comprende le sottotribù eurasiatiche e una sottotribù africana.
- Aster lineage: include i generi asiatici di Asterinae e i principali gruppi dell'Australia e dell'Oceania.
- Baccharis lineage: include alcuni gruppi sudamericani.
- North American lineage: include la vasta gamma di sottotribù del Nordamerica, Messico e alcuni gruppi distribuiti nel Sudamerica.

Il genere  Toiyabea  (insieme alla sottotribù Solidagininae ) è incluso nel lignaggio "North American lineage". La sottotribù attualmente è divisa in 6 gruppi informali. Il genere di questa voce appartiene al "Stenotus group".
I caratteri distintivi del genere sono:
- le foglie cauline sono ben sviluppate con margini grossolanamente dentati;
- i capolini sono scaposi e solitari o al massimo in gruppi di 4;
- gli involucri hanno delle forme da campanulate a emisferiche.

Il numero cromosomico delle specie di questo genere è: 2n = 18.

### Elenco delle specie
Questo genere ha 4 specie:
- Toiyabea alpina (L.C.Anderson & Goodrich) R.P.Roberts, Urbatsch & Neubig
- Toiyabea eximia  (H.M.Hall) G.L.Nesom
- Toiyabea granitica  (Tiehm & L.M.Shultz) G.L.Nesom
- Toiyabea peirsonii  (D.D.Keck) G.L.Nesom